# Fatto notorio
Il fatto notorio nell'ordinamento civile italiano è, secondo l'interpretazione giurisprudenziale della Suprema Corte di Cassazione, un fatto acquisito alle conoscenze della collettività con tale grado di certezza da apparire incontestabile.

## Disciplina
Ai sensi dell'art. 115 del codice di procedura civile il giudice, salvo i casi previsti dalla legge in forma tassativa, deve porre alla base della sua decisione i soli elementi di prova che siano stati posti alla sua attenzione dalle parti della causa.
Il secondo comma introduce però un'eccezione a tale assunto: lascia al giudice, senza che vi sia la necessità a carico delle parti di addurre prove in tal senso, di porre alla base della sua decisione elementi che risultino di comune esperienza, ovvero che siano noti a persona di media cultura in quell'ambiente e in quel determinato periodo storico.
Il fatto notorio è, pertanto, il dato di fatto che il giudice (e l'uomo medio) conosce come dato nozionistico comune e generale: rientra in tale fattispecie, ad esempio, la sussistenza di uno sciopero in un certo periodo, l'intervento di una calamità naturale, l'evento bellico, un fatto di cronaca particolarmente rilevante, una festività civile o religiosa. 
L'ambito di applicazione di tale istituto, inoltre, può essere relativizzato anche a seconda del settore in considerazione: se la causa verte su uno specifico ambito tecnico, il fatto notorio potrà essere riferito alla nozione comunemente conosciuta e accettata da parte degli operatori del settore in oggetto.

## Previsione normativa
Salvi i casi previsti dalla legge, il giudice deve porre a fondamento della decisione le prove proposte dalle parti o dal pubblico ministero.
Può tuttavia, senza bisogno di prova, porre a fondamento della decisione le nozioni di fatto che rientrano nella comune esperienza.»